# Lecania cyrtella
Lecania cyrtella är en lavart som först beskrevs av Erik Acharius, och fick sitt nu gällande namn av Theodor 'Thore' Magnus Fries. Lecania cyrtella ingår i släktet Lecania, och familjen Ramalinaceae. Arten är reproducerande i Sverige.